# Ber Borochov
Dov Ber Borochov (in yiddish: דאָוו בער באָראָכאָוו; Zolotonoša, 3 luglio 1881 – Kiev, 17 dicembre 1917) è stato un politico e filologo russo di origine ebraica, fu un sionista marxista, annoverato tra i fondatori del movimento sionista socialista, e un pioniere nello studio dello yiddish come lingua letteraria.

## Biografia
Borochov era nato nella città di Zolotonoša (Ucraina) all'epoca parte dell'Impero russo. Cresciuto nella vicina città di Poltava, subì tanto l'influenza del padre, Moses Aaron, e dei suoi fervori proto-sionisti, quanto quella della madre e della sua dedizione per lo studio e l'educazione. Inoltre Poltava fu uno dei primi centri sionisti, ospitando una sede dell'organizzazione proto-sionista degli Amanti di Sion, di cui il padre di Borochov era membro.
Aderì al Partito Operaio Socialdemocratico Russo, ma lo abbandonò presto in seguito ai fermenti antisemiti. Si avvicinò poi al sionismo socialista Nachman Syrkin e poco dopo decise di fondare nel 1901 il Sionistskii Sotsialisticheskii Rabochii Soyuz (Unione dei lavoratori socialisti sionisti). Tale organizzazione fu osteggiata tanto dai socialisti russi, quanto dai sionisti, contrari alla sintesi proposta da Borochov tra sionismo e socialismo.ma venne espulso a causa del suo credo sionista.
Cercando di basare il proprio sionismo mettendo al centro il proletariato ebraico, Borochov riteneva che l'unico miglioramento possibile per i lavoratori ebrei fosse dato dal ritorno nella loro patria storica, cioè la Palestina. Respinse pertanto il territorialismo, il Bundismo e il marxismo, giudicato assimilazionista, condividendo le posizioni di Menahem Ussishkin durante il settimo congresso sionista del 1905. L'anno successivo Borochov fondò il partito dei Lavoratori di Sion, il cosiddetto Poalei Zion. Il suo pamphlet Nasha Platforma (La nostra piattaforma, 1906), scritto in russo e poi diffuso in yiddish, divenne una sorta di manifesto politico del neonato partito, in cui si sosteneva che il ruolo maggiore giocato dai fattori socio-economici rispetto al nazionalismo e allo zelo pionieristico dei sionisti. Offrendo una sintesi tra sionismo e socialismo, molti ebrei russi e non solo si avvicinarono al suo movimento.
Negli anni successivi Borochov si dedicò a promuovere il partito in Russia, in Europa e in America. Nel 1907 si trasferì a Vienna, dove avevano sede gli uffici internazionali del Poalei Zion. Durante i suoi anni a Vienna (1907-1914) Borokhov intraprese inoltre intense ricerche sulla storia della lingua e della letteratura yiddish.
Con lo scoppio della Prima guerra mondiale, nel 1914 Borochov si trasferì a New York, dove continuò il suo impegno politico quale portavoce dell'American Poalei Zion e dei movimenti del World and American Jewish Congress. Proseguì inoltre con i suoi studi sullo yiddish, guadagnandosi da vivere collaborando con la stampa yiddish locale.
Allo scoppio della Rivoluzione russa nel 1917, Borochov tornò subito in Europa per guidare il Poale Zion e organizzare le brigate ebraiche per Armata Rossa. Borochov era in un tour di conferenze per conto di Poalei Zion quando contrasse la polmonite e il 17 dicembre 1917 morì a Kiev all'età di 36 anni.
Nel 1963, i suoi resti furono spostati per essere deposti nel cimitero del Kibbutz Kinneret, insieme agli altri fondatori del sionismo socialista.

## Ideologia
Borochov diventò molto influente nel movimento sionista perché spiegò il nazionalismo in generale, e il nazionalismo ebraico in particolare, in termini di lotta di classe marxista e materialismo dialettico. Borochov predisse, senza sbagliare, che le forze nazionaliste sarebbero state più importanti nel determinare gli eventi rispetto alle considerazioni economiche e di classe, specialmente per quanto riguardava gli ebrei. Borochov sosteneva che la struttura di classe degli ebrei europei somigliava a una piramide di classi invertita, dove pochi ebrei occupavano gli strati produttivi della società come lavoratori. Gli ebrei sarebbero migrati di paese in paese quando venivano esclusi dalle professioni che avevano scelto con un "processo stichico" che alla fine avrebbe provocato la migrazione in Palestina, dove essi avrebbero formato una base proletaria per condurre la lotta di classe marxista.
Un punto chiave della ideologia di Borochov era che le classi operaie araba ed ebraica avevano un comune interesse proletario e avrebbero partecipato alla lotta di classe insieme una volta che gli ebrei fossero tornati in Palestina. Nel suo ultimo discorso, Borochov disse:
Molti sottolineano gli ostacoli che incontriamo nella nostra opera di colonizzazione. Alcuni dicono che la legge turca ostacola la nostra opera, altri asseriscono che la Palestina è troppo piccola, e altri ancora ci accusano del crimine odioso di desiderare di opprimere ed espellere gli arabi dalla Palestina...

Quando le terre incolte saranno pronte per la colonizzazione, quando la tecnica moderna sarà introdotta e quando gli altri ostacoli saranno rimossi, ci sarà terra a sufficienza per sistemare sia gli ebrei sia gli arabi. Normali relazioni tra ebrei e arabi prevarranno e dovranno prevalere". Eretz Yisrael in our Program and Tactics by Ber Borochov, 1917
Borochov, insieme a Nachman Syrkin, è considerato un padre del Sionismo socialista. Le idee di Borochov esercitarono una grande influenza sui giovani ebrei che lasciarono l'Europa per la Palestina. Ma le teorie di Borochov rimasero influenti soprattutto in Europa Orientale, dove costituirono la base dell'ala sinistra del movimento Poale Zion, che fu attivo in Polonia negli anni tra le due guerre. In effetti, la visione di Borochov della lotta di classe in Palestina era ampiamente considerata inattendibile già intorno al 1910, con gli immigrati ebrei in Palestina che lottavano per creare un sostegno economico e con la cooperazione persero popolarità lì. Borochov stesso, che per anni era stato un sostenitore del sionismo marxista, sembrò ripudiare la sua precedente visione di lotta di classe in Palestina nei discorsi che fece verso la fine della sua vita. Borochov insisteva che lui era un socialdemocratico, ma i seguaci di Borochov dell'ala sinistra del Poale Zion continuarono a sostenere energicamente la lotta di classe sia in Palestina sia in Europa Orientale, sostenendo la Rivoluzione d'ottobre del 1917 - Borochov stesso tornò in Russia per quello scopo.
Il movimento Poale Zion si divise in fazioni di destra a e di sinistra, che hanno dato origine ai moderni partiti politic israeliani, rispettivamente Meretz-Yachad e Partito Laburista Israeliano. Il ramo europeo dell'ala sinistra del movimento Poale Zion fu definitivamente distrutto nei primi anni '50; molti dei suoi membri furono uccisi dai nazisti durante la Seconda guerra mondiale e gli attivisti sopravvissuti furono perseguitati e alla fine messi fuori legge sotto i vari regimi comunisti del dopoguerra.

## Il filologo yiddish
Mentre la maggior parte dei sionisti consideravano lo yiddish una lingua derivata che doveva essere abbandonata dagli ebrei a favore dell'ebraico, Borochov era uno yiddishista impegnato e un filologo yiddish e scrisse molto sull'importanza della lingua. Borochov è considerato il fondatore degli studi yiddish moderni.